# Прилад Дарсі
Прилад Дарсі — прилад для дослідження руху рідини у гірських породах.

Схема приладу Дарсі: 1 — циліндр; 2 — пісок; 3 — сітка;
4 — п'єзометри; 5 — трубка для подачі води; 6 — трубка для підтримування постійного рівня; 7 — зливна трубка

Щоб встановити закономірності руху рідини в породах, французький вчений Анрі Дарсі в 1856 році поставив нескладний дослід. У циліндр, наповнений піском, наливали воду, постійно підтримуючи її рівень. Вода після фільтрації через пісок виливалась через кран у нижній частині циліндра зі встановленими в нього зігнутими трубками, так званими п'єзометрами. Вода в трубках знаходилася на різних рівнях (у верхньому п'єзометрі вище) у зв'язку з тим, що в процесі фільтрації через пори грунту вона зазнає опору i на це витрачається частина напору (рис.).
В результаті проведених досліджень А. Дарсі встановив, що кількість води, яка профільтрувалась через пісок за одиницю часу (витрата Q, м3/добу), є прямо пропорційною до різниці рівнів води в п'єзометричних трубках (ΔH = H2 — H1, м), площі поперечного перерізу циліндра (F, м2), а також певного коефіцієнта пропорційності (K, м/добу) i обернено пропорційною до висоти шару піску (l, м). Виявилось, що коефіцієнт K залежить від фільтраційних властивостей піску i його стали називати коефіцієнтом фільтрації (Кф). Ця залежність отримала назву закону Дарсі: Q = kф F ΔН / Δl , де kф — коефіцієнт фільтрації, м/с.